# 依田俊治
依田 俊治（よだ としはる、1946年または1947年 - ） は、日本の地方公務員、土木技術者、鉄道実業家。東京都建設局長、東京都道路整備保全公社理事長、多摩都市モノレール社長を歴任。瑞宝小綬章受章。

## 人物・経歴
東京都庁入庁、建設局区画整理部臨海部担当課、東京都道路公社派遣、2000年8月 建設局参事、同局道路建設部長、2005年7月 都市整備局技監 、2006年7月 岩永勉の後任として東京都建設局長。中央建設業審議会ワーキンググループ委員兼務。2007年5月 道家孝行を後任に建設局長退任、都庁退職。
退職後に財団法人東京都道路整備保全公社理事長、多摩都市モノレール代表取締役社長、東京都交友会幹事。

## 栄典
- 2017年春の叙勲で国土交通行政功労により瑞宝小綬章を受章[1]